# Mario Barcia
Mario Alberto Barcia (Santiago del Estero, Argentina; 5 de noviembre de 1989) es un futbolista argentino. Juega decentrocampista y su equipo actual es el South Melbourne FC de la National Premier Leagues Victoria de Nueva Zelanda.

## Trayectoria

### Inicios
Se formó como futbolista en las inferiores del Newell´s Old Boys y luego jugó en las reservas del Independiente de Avellaneda entre el 2009 y 2010.

### Nueva Zelanda
Llegó a Nueva Zelanda en 2014, donde por fichó por el Island Bay United. Luego de ganar el ascenso con el club fichó por el Hawke's Bay United.
En 2015 fichó por el Team Wellington, uno de los clubes más laureados del país. Fue aquí cuando en 2018 ganó la Liga de Campeones de Oceania, Barcia anotó dos goles en la final de local ante el Lautoka de las Islas Fiji. Esta victoria aseguró la participación del club en la Copa Mundial de Clubes de la FIFA de 2018.
En el mundial de clubes, el argentino se ganó un lugar en las páginas deportivas al anotar un gol en el encuentro debut contra el Al-Ain, el 1-0 del encuentro que su equipo perdió en la tanda de penaltis.

### Indonesia
En febrero de 2019 fichó por el Semen Padang de la Liga 1 de Indonesia.

### Regreso a Nueva Zelanda
El 10 de octubre de 2019 regresó al Team Wellington.

En julio de 2021 fichó por el Avondale FC de la National Premier Leagues Victoria.
En junio de 2022, fichó por el Oakleigh Cannons de la National Premier Leagues Victoria.

## Clubes
Referencia.
| Club                | País          | Año           |
| ------------------- | ------------- | ------------- |
| Central Córdoba     | Argentina     | 2010-2011     |
| Aurora              | Bolivia       | 2011          |
| Sportivo Fernández  | Argentina     | 2012-2013     |
| Island Bay United   | Nueva Zelanda | 2013-2014     |
| Hawke's Bay United  | Nueva Zelanda | 2014-2015     |
| Team Wellington     | Nueva Zelanda | 2015-2019     |
| Semen Padang FC     | Indonesia     | 2019          |
| Team Wellington     | Nueva Zelanda | 2019-2021     |
| Avondale FC         | Nueva Zelanda | 2021          |
| Oakleigh Cannons    | Nueva Zelanda | 2022          |
| Bentleigh Greens SC | Nueva Zelanda | 2023-presente |

## Palmarés

### Títulos nacionales
| Título                 | Club            | País          | Año     |
| ---------------------- | --------------- | ------------- | ------- |
| ISPS Handa Premiership | Team Wellington | Nueva Zelanda | 2016-17 |
| ISPS Handa Premiership | Team Wellington | Nueva Zelanda | 2015-16 |

### Títulos internacionales
| Título                      | Club            | País | Año  |
| --------------------------- | --------------- | ---- | ---- |
| Liga de Campeones de la OFC | Team Wellington | Fiyi | 2018 |

### Distinciones individuales
| Distinción                     | Año  |
| ------------------------------ | ---- |
| Mejor jugador de Nueva Zelanda | 2018 |